# Championnat de Belgique féminin de handball de deuxième division 2019-2020
Navigation
2018-2019 2020-2021
La saison 2019-2020 du Championnat de Belgique féminin de handball de deuxième division est la 40e saison du Championnat de Belgique féminin de handball de deuxième division, la deuxième plus haute division belge de handball.
Après que les fédérations (URBH, LFH et VHV) aient décidé d'annuler tous les matches entre le 12 et le 31 mars 2020 à cause de la pandémie de Covid-19, ces fédérations ont décidé le 20 mars 2020 d'arrêter définitivement toutes les compétitions,.
Le 27 mars, il a été annoncé qu'à la suite de l'arrêt prématuré des compétitions, les fédérations ont décidé qu'il n'y aurait que des montées et aucune descente pour la saison prochaine.
Un format a été annoncé le 3 avril 2020. Outre la décision antérieure selon laquelle il n'y aurait que des montées et aucune descente, les principales décisions de cette réforme spnt qu'il n'y aura pas de champions, et que les premier et deuxième nationaux masculins et féminins passeront de 8 à 10 équipes.

## Compétition

### Classement
|    | Équipe                      | Pts | J  | G  | N | P  | Bp  | Bc  | Diff | Dép |
| -- | --------------------------- | --- | -- | -- | - | -- | --- | --- | ---- | --- |
| 1  | HC DB Gent                  | 30  | 16 | 15 | 0 | 1  | 453 | 310 | 143  | -   |
| 2  | KTSV Eupen 1889             | 25  | 16 | 12 | 1 | 3  | 440 | 309 | 131  | -   |
| 3  | DHC Meeuwen                 | 22  | 15 | 12 | 1 | 2  | 346 | 281 | 65   | -   |
| 4  | HC Sprimont                 | 22  | 16 | 11 | 0 | 5  | 405 | 326 | 79   | -   |
| 5  | DHC Overpelt                | 20  | 15 | 10 | 0 | 5  | 394 | 325 | 69   | -   |
| 6  | Sporting NeLo               | 12  | 15 | 6  | 0 | 9  | 288 | 328 | -40  | -   |
| 7  | Renaissance Montegnée HC    | 12  | 14 | 6  | 1 | 8  | 356 | 345 | 11   | -   |
| 8  | Groot-Bijgaarden SK Handbal | 11  | 16 | 5  | 1 | 10 | 410 | 392 | 18   | -   |
| 9  | HC Atomix                   | 11  | 16 | 5  | 1 | 10 | 341 | 392 | -51  | -   |
| 10 | Brussels HC                 | 7   | 16 | 3  | 1 | 12 | 312 | 405 | -93  | -   |
| 11 | HC Schoten                  | 6   | 15 | 3  | 0 | 12 | 275 | 387 | -112 | -   |
| 12 | Union Beynoise Handball     | 5   | 16 | 2  | 1 | 13 | 328 | 498 | -170 | -   |

|   | Champion de Belgique de D2 202219 et promu en Division 1 |
|   | Promu en Division 1                                      |
|   | Relégué                                                  |
| T | Tenant du titre 2018-2019                                |
| P | Promu                                                    |
| R | Relégué de Division 1                                    |
| C | Vainqueur de la Coupe de Belgique 2019-2020              |

### Champion
| Champion de Belgique de D2 2019-2020 aucun |